# 珍入社員金太郎
『珍入社員金太郎』（ちんにゅうしゃいんきんたろう）は、漫☆画太郎による日本のギャグ漫画作品。『ヤングジャンプ』（集英社）に2005年8号から11号まで連載。
本宮ひろ志の漫画作品『サラリーマン金太郎』のパロディ漫画で、主人公の多摩金太郎が入社早々社長の肝いりで入ったことを良いことに、威風堂々と大物の風格を見せながら美人社員の胸を揉むセクハラ、気に入らない先輩社員や上司を殴る、背中で背負っているババアのいたずらに他の社員が怒り注意すると逆ギレで本家金太郎のような形相で一喝する、という展開。
4話まで連載され、次回予告もされていたが、突如打ち切りとなった。